# Arjun Appadurai
Arjun Appadurai (1949 en Bombai) es un  antropólogo indio conocido por sus trabajos sobre  modernidad y globalización.

## Vida
Appadurai nació en Bombai, India y se educó en ese mismo país antes de hacerlo en  Estados Unidos y obtener el graduado en la Brandeis University en 1970.

## Carrera
Fue profesor en la Universidad de Chicago donde recibió su doctorado en 1976. Después de trabajar en ella, pasó un pequeño tiempo en Yale, antes de ir a la New School University. Es miembro de la New York University's Media Culture and Communication department in the Steinhardt School. Algunos de sus trabajos más importantes son: Worship and Conflict under Colonial Rule (1981), "Disjuncture and Difference in the Global Cultural Economy" (1990).
Su trabajo doctoral se basó en el festival del templo de Parthasarathi en Triplicane, Madrás.

## Publicaciones
- The Future as a Cultural Fact: Essays on the Global Condition. Brooklyn, NY: Verso, 2013.
- Fear of Small Numbers: An Essay on the Geography of Anger. Durham, NC: Duke University Press, 2006.
- La modernidad desbordada. Dimensiones culturales de la globalización. Montevideo: Trilce-Fondo de Cultura Económica, 2001.
- Gender, Genre and Power. South Asian Expressive Traditions (Appadurai fue co-editor). University of Pennsylvania Press, 1991.
- The Social Life of Things. Commodities in Cultural Perspective (Appadurai fue director de edición). Cambridge University Press, 1986.
- Worship and Conflict under Colonial Rule. A South Indian Case. Nueva York: Cambridge University Press, 1981.